# Béatrix de Bourgogne (comtesse de la Marche)
Pour les articles homonymes, voir Béatrice de Bourgogne.
Béatrix de Bourgogne (av. 1264-ap. juill. 1328) est une aristocrate, de la haute noblesse médiévale française, appartenant à la maison capétienne de Bourgogne, issue du roi des Francs Robert II dit le Pieux.
Par mariage elle devient comtesse de la Marche et d'Angoulême, dame de Fougères et de Porhoët de 1276 à 1303. Par héritage, elle est dame de L'Isle-sous-Montréal et de Grignon.

## Biographie

### Famille
Béatrix est la fille d'Hugues IV (1213-1272), duc de Bourgogne (1218-1272), roi titulaire de Thessalonique (1266-1272) et de sa seconde épouse Béatrix de Champagne (1242-1295), fille de Thibaut IV de Champagne dit le Chansonnier (1201-1253), comte de Champagne (1201-1253) et roi de Navarre (1234-1253) et de Marguerite de Bourbon (1211-1256).
Elle a un frère et trois sœurs en plus de ses trois demi-frères et ses deux demi-sœurs aînés, issus du premier mariage de son père avec Yolande de Dreux (1212-1248). Béatrix est membre d'un maillage familial dense et influent dont les membres les plus prestigieux sont : son frère Hugues (♰ 1282), seigneur de Montréal, vicomte d’Avallon, sa sœur Isabelle de Bourgogne (1270-1323), reine de Germanie par son mariage avec Rodolphe Ier de Habsbourg (1216-1291). Ses demi-sœurs, Alix de Bourgogne (1233-1273), duchesse de Brabant, Marguerite de Bourgogne (♰ 1277), vicomtesse de Limoges et son demi-frère, Robert II (1248-1306), duc de Bourgogne (1272-1306), roi titulaire de Thessalonique (1284-1306),.
Béatrix de Bourgogne est la tante de Marie de Brabant (1254-1322), reine de France (1274-1285).

#### Anthroponyme
Elle porte le prénom de sa mère, Béatrix de Champagne (1242-1295), princesse de Navarre.

## Mariage

### HuguesXIIIle Brun
Béatrix de Bourgogne épouse, à Paris en août 1276, Hugues XIII le Brun (25 juin 1259-nov. 1303), seigneur de Lusignan, de Porhoët, de Fougères, comte de la Marche et d'Angoulême. Hugues XIII est le fils aîné d'Hugues XII de Lusignan (av. 1241-1270), seigneur de Lusignan, comte de la Marche et d'Angoulême et de Jeanne de Fougères (av. 1242-ap. 1273), héritière des fiefs bretons de Porhoët et de Fougères. Il est le dernier descendant, en ligne directe, de la maison de Lusignan du Poitou puisque leur union reste sans postérité.

## Arts et Lettres

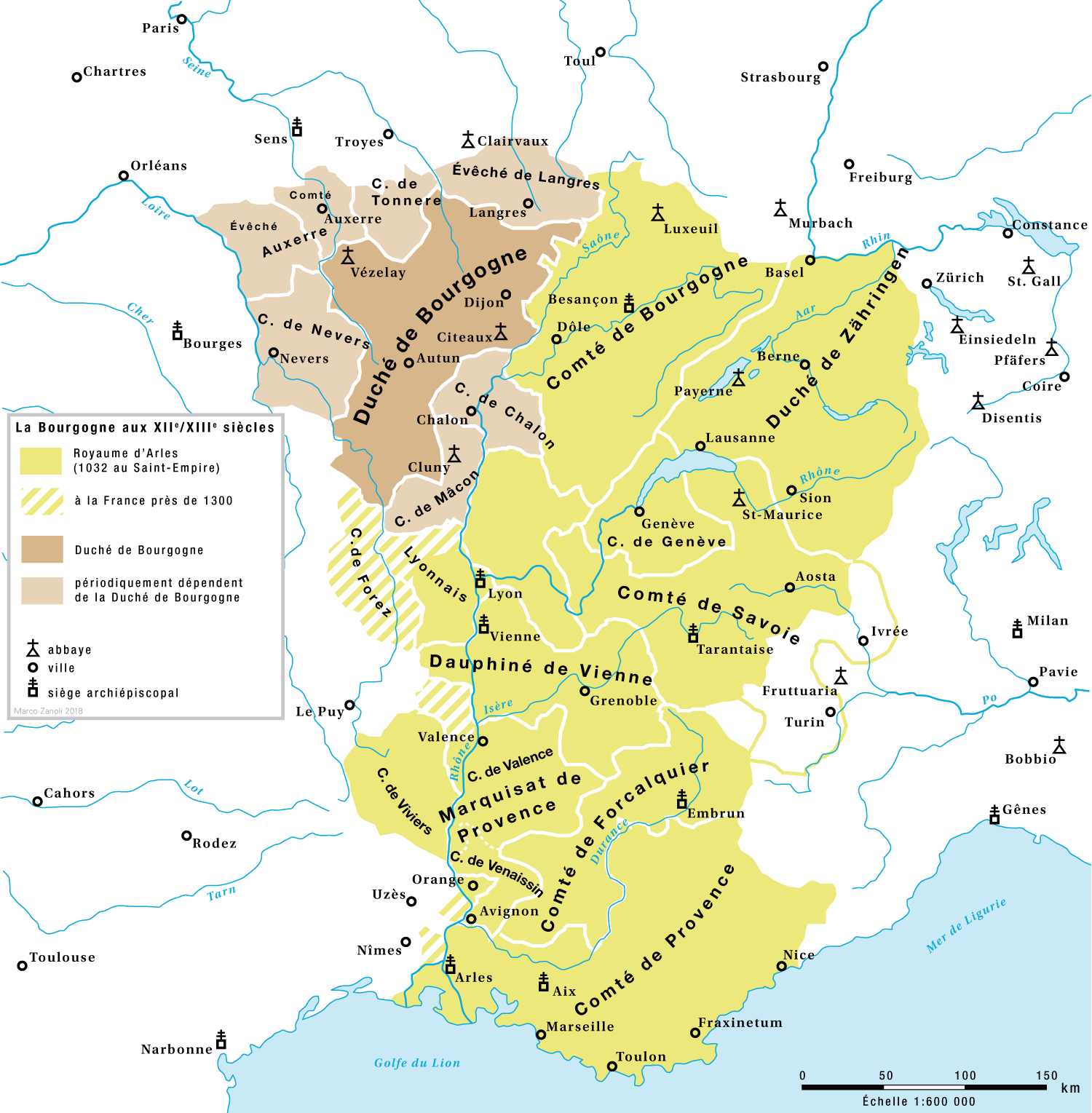
Le royaume d'Arles et le duché de Bourgogne aux.

Elle est la dédicataire d'une traduction en prose française anonyme de La Légende dorée de Jacques de Voragine, réalisée entre la fin du XIIIe siècle et les premières décennies du XIVe siècle,. L'unique témoin connu de cette traduction, aujourd'hui conservée dans un manuscrit de la Bibliothèque nationale de France daté du XVe siècle, indique en effet que cette traduction a été réalisée « a l'instance de tres noble dame madame Beatris de Bourgongne, comtesse de La Marche et d'Angoulesme ».

## Armoiries

### Armoiries [1276]
| Blason | Blasonnement : Écu mi-parti d'un bandé de six pièces d'or et d'azur à la bordure de gueules (Bourgogne), et d'un mi-parti d'argent à sept burelles d'azur (Lusignan) Commentaires : Blason de Béatrix de Bourgogne, comtesse de la Marche, d'après l'empreinte d'un sceau du secret de 1276. |

Références,,

## Sources et bibliographie

### Sources sigillographiques
- Inventaire des sceaux de la Bourgogne recueillis dans les dépôts d'archives, musées et collections particulières des départements de la Côte-d'Or, de Saône-et-Loire et de l'Yonne, éd. Auguste Coulon, Paris, Ernest Leroux, 1912. [lire en ligne]
- SIGILLA : base numérique des sceaux conservés en France, « Béatrice de Bourgogne-Lusignan », sur sigilla.irht.cnrs.fr, Cnrs / IRHT.  [lire en ligne]